# Эндрин
Эндрин — хлорорганическое соединение, стереоизомер эпоксидированного альдрина — один из чрезвычайно токсичных и стойких к воздействию внешней среды пестицидов. Более чем в 2 раза токсичнее альдрина и в 10—12 раз ДДТ. Контаминант. По решению Стокгольмской конвенции от 23 мая 2001 года имеет глобальный запрет в производстве, реализации и применении.

## История
Эндрин был синтезирован в 1949 году Куртом Альдером. Коммерческое производство эндрина началось в США в 1951 году, где вместе с альдрином использовался в качестве пестицида. В 1969 году его исключили из списка веществ, защищающих растения, ввиду его склонности к биоаккумуляции. В некоторых странах применялся до начала 90-х. В соответствии со Стокгольмской конвенцией 2001 года, эндрин запрещён в производстве и применении.
Общее количество произведённого эндрина начиная с 1951 года составляет ~5000 тонн, из которых более 2500 тонн приходится на США.

## Получение
Эндрин получают окислением изодрина перекисью водорода в уксусной кислоте при невысокой температуре, так как при 100 °С образуется кетон, не обладающий инсектицидным действием. Другая производственная технология основана на конденсации гексахлорциклопентадиена ацетиленом, что позволяет получить промежуточное вещество для конденсации циклопентадиеном.

## Физико-химические свойства
Эндрин — белое кристаллическое вещество, нерастворимое в воде, хорошо растворяется в органических неполярных растворителях: бензоле, толуоле, гексане, керосине, из полярных — растворим в ацетоне, хуже в этаноле, эфире и тетрахлорметане. Имеет высокую температуру плавления — 200 °C. Разлагается он при температурах выше 245 °C. Технический эндрин — светло-коричневый порошок с характерным запахом. Химически устойчив, при нормальных условиях не реагирует с кислотами и щелочами, не разлагается под действием света и тепла, но в присутствии концентрированных кислот, под сильным воздействием солнечного света (фотохимическая изомеризация) или при нагревании выше 200 °C перегруппируется с образованием веществ, обладающих меньшей инсектицидной активностью. Эндрин более реакционноспособен, чем альдрин. Так, он легко присоединяет по двойной связи n-хлорбензолтиол.

## Применение
Применяется для борьбы с вредителями технических культур — насекомыми, в качестве инсектицида, и грызунами — дератизатор. В меньшей степени используется в качестве акарицида и моллюскоцида, авицида.
Форма выпуска
- Дуст, гранулированный порошок, сухие смеси,
- эмульсии,
- аэрозоль,
- жидкие смеси[4].

## Эффективность эндрина как пестицида
Эндрин — чрезвычайно токсичный инсектицид, который намного эффективнее действует на вредных насекомых, чем, например, альдрин и ГХЦГ. Считается особенно эффективным для уничтожения гусениц и тлей на табаке, кукурузе, сахарной свёкле, сахарном тростнике, хлопчатнике и других сельскохозяйственных культурах.
В качестве акарицида использовался против черносмородинного почкового клеща, против которого все другие препараты неэффективны.
Также данное вещество использовалось для контроля над численностью популяций мышей и прочих грызунов (родентицид).
Некоторые виды вредных насекомых и грызунов имеют резистентность к эндрину. Так, например, среди насекомых она есть у некоторых видов тли (виноградная филлоксера), у грызунов приобретается устойчивость у сосновой мыши.

## Токсичность
Эндрин — СДЯВ для теплокровных животных и человека, нейротоксичной природы. Чрезвычайно токсичен для рыб, моллюсков, амфибий и насекомых. Чрезвычайно токсичен для человека при ингаляционном воздействии, ЛД50 эндрина в виде аэрозоля соизмерима с ЛД50 синильной кислоты ~ 2 мг/кг.
| Живой организм                                       | LD50 в мг/кг |
| ---------------------------------------------------- | ------------ |
| Мыши                                                 | 9,5          |
| Кролики                                              | 7-10         |
| Крысы (внутрижелудочно)                              | 7,3-8,6      |
| Кошки                                                | 75           |
| Человек (аэрозоль)                                   | 1÷2          |
| Утка                                                 | 5,6          |
| Крысы (перорально)                                   | 17           |
| Крысы (накожно)                                      | 12,5         |
| Пчёлы                                                | 0,46         |
| Дафния магна (Дафния большая, Блоха водяная большая) | 0,0042       |
| Радужная форель                                      | 0,00073      |
| Голубой карп                                         | 8·10−10      |

Поражает преимущественно нервную систему. Всасывается через кожу. Имеет долгий период полувыведения из организма.

### Отравление эндрином
При остром отравлении — двигательное возбуждение, учащение дыхания, подёргивания мышц, вздрагивания, тонические судороги. Гибель наступает после нескольких приступов судорог, вероятно, вследствие паралича дыхательного центра.
Описаны случаи острых отравлений в результате потребления хлеба, выпеченного из загрязнённой муки с содержанием эндрина 150—5500 мг/кг. Первые признаки интоксикации наблюдались обычно через 2—3 ч (общее недомогание, тошнота, рвота, слабость, сильное потение). В более тяжёлых случаях описаны судороги, временная глухота, параличи, расстройство координации движений, парестезии. Выздоровление наступало быстро, однако иногда отмечали как следствие отравления кратковременную дезориентацию, агрессивность, нарушения интеллекта. Описана энцефалопатия у ребёнка, подвергшегося воздействию эндрином.

### Превращения в организме и выделение
Эндрин исчезает из тканей животных намного быстрее, чем дильдрин. Установлено, что ферменты микросом печени крыс, кроликов, свиней не способны гидролитически расщеплять эндрин. При введении крысам с пищей в течение 12 дней эндрина, меченного 14С, по ~8 мг на животное в день снижалось выделение меченого продукта после прекращения экспозиции, что указывало на длительность биологического полураспада эндрина в тканях (1—2 дня).

## Меры предосторожности
При работе с этим препаратом необходимо соблюдение специальных мер предосторожности. Работа проводится исключительно в химкостюмах и СИЗОД.

## Экологические аспекты
Эндрин представляет большую опасность экосистемам, благодаря своей устойчивости к разрушению и чрезвычайной токсичности. Эндрин так же, как и альдрин обладает свойствами биоаккумуляции. Эндрин не растворим в воде, поэтому, накапливаясь в ней, приводит к массовой гибели обитателей, в особенности гибнут рыбы, которые очень чувствительны к нему (средняя ЛК50 для рыб составляет 0,0005 мг/л).
Благодаря своей устойчивости эндрин обладает довольно длительным периодом полураспада в почве, который может, в отдельных случаях, достигать двенадцати и более лет. Те растения, которые поглощают эндрин корнями из обработанной им почвы, могут накапливать в себе смертельные дозы (до 5000 мг и более), приводящие к гибели не только диких травоядных, но и домашних животных со свободным выпасом (крупный и мелкий рогатый скот, лошади итд.).
Хранение эндрина, а также использование его в качестве пестицида категорически запрещено.